# Martfű
Martfű là một thành phố thuộc hạt Jász-Nagykun-Szolnok, Hungary. Thành phố này có diện tích 23,08 km², dân số năm 2010 là 6593 người, mật độ 286 người/km².